# 謝潑德島
謝潑德島（英語：Shepard Island）是南極洲的島嶼，位於格蘭特島以西8公里的瑪麗伯德地對開海域，座標位置74°25′S 132°30′W / 74.417°S 132.500°W，島嶼長17.7公里、寬9.7公里，整個島嶼的土地被冰雪覆蓋。